# Potentilla tristis
Potentilla tristis är en rosväxtart som beskrevs av J. Soják. Potentilla tristis ingår i Fingerörtssläktet som ingår i familjen rosväxter. Utöver nominatformen finns också underarten P. t. ciliata.